# Finomszesz

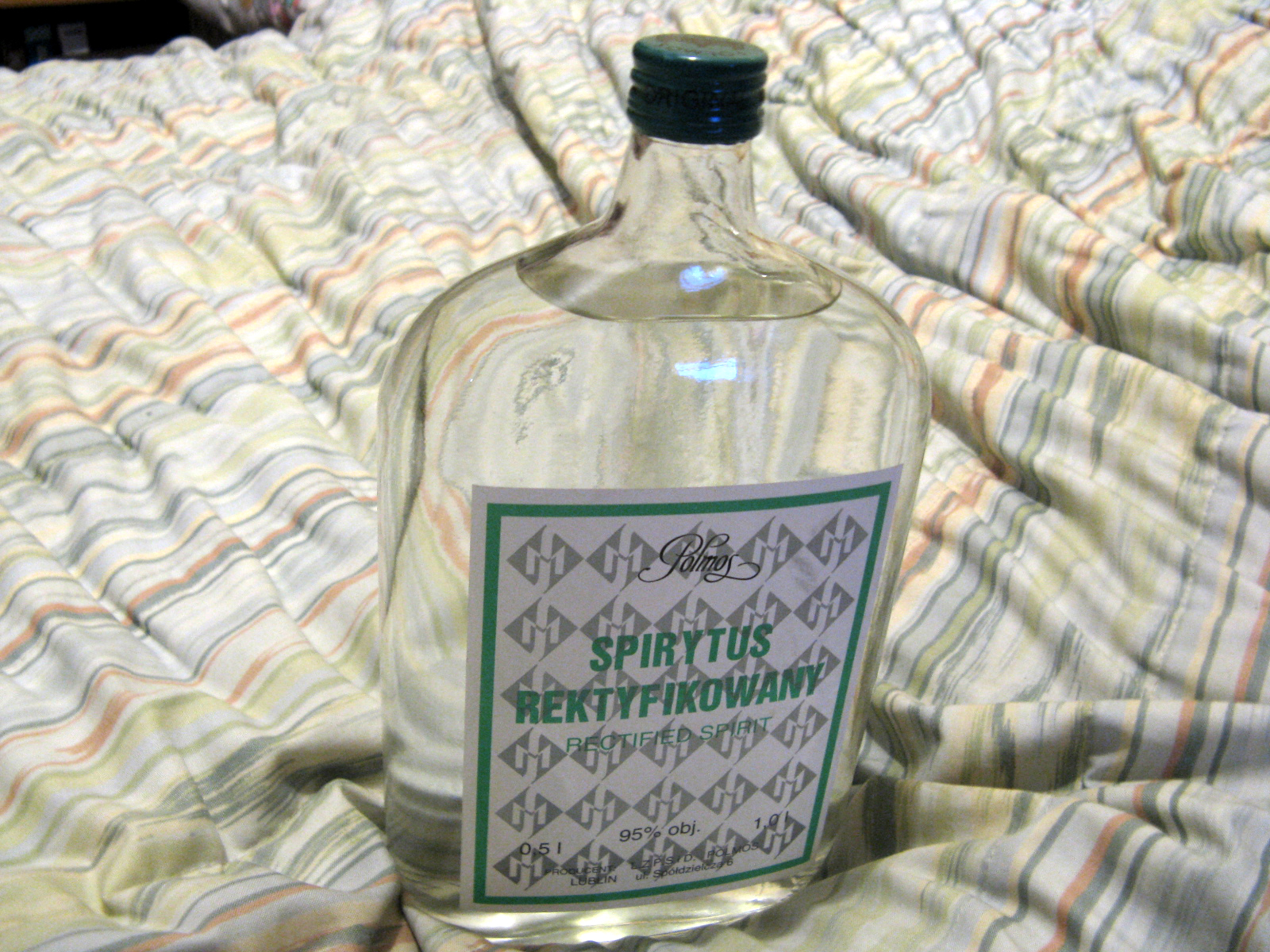
Lengyel gyártmányú finomszesz.

A finomszesz vagy mezőgazdasági eredetű etil-alkohol olyan nagy tisztaságú égetett szesz, ami legalább 96 térfogatszázalék etil-alkohol és 3–4% víz mellett csak nyomokban tartalmaz egyéb összetevőket. A finomszesz alkoholtartalmának elméleti felső határa 97,2 térfogatszázalék (95,6 tömegszázalék), ugyanis az alkohol és a víz ilyen arányban azeotrópos elegyet képez, így lepárlással nem választhatók el többé. A gyakorlatban a finomszesz általában többoszlopos, folyamatos szeszfinomítókban készül, 96–96,5 térfogatszázalék alkoholtartalommal.
A finomszesz gyakori alapanyagai a gabona, a répa- és nádcukor gyártásakor fennmaradó melasz és a törköly. Kisebb mennyiségben burgonyából, borból és különböző gyümölcsökből is készül finomszesz.
A finomszeszt kevert italokban, likőrök vagy párlatok készítésekor vagy gyógyászati segédanyagként használják. A nem emberi fogyasztásra szánt finomszeszt általában denaturálják, mert így jövedékiadó-mentessé válik, ám a denaturált szesz nem feltétlenül finomszeszből készül.
- A vodka szigorított tisztaságú finomszesz (a legtöbbször gabonából), amiben az alapanyag aromáit is szelektíven csökkentették.[1]
- A likőrök legnagyobb része finomszeszből készül, amit változatos hozzávalókkal és módszerekkel ízesítenek.
- Egyes párlatok készítésekor a finomszeszt (vagy egy részét) különböző hozzávalókkal együtt újra lepárolják. Így készül például az ouzo, a gin, az anis és a különböző geistok,[1] illetve az abszint is, mely utóbbinak azonban más alkohol, például borpárlat is lehet az alapja.[6] Ezen italok egy része azonban hideg úton, azaz finomszesz és előregyártott kivonatok elegyítésével is készülhet.[1]
- Az úgynevezett kommersz szeszes italok – melyek különböző párlatok utánzatai – hígított finomszesz és aromák, színezékek összekeverésével készülnek.[4]
- Az amerikai blended whisky finomszeszt is tartalmazhat (ami ott szinte kizárólag kukoricából készül), ekkor azonban az Európai Unióban nem forgalmazható whiskyként.[1][7] Az európai blended whiskykbe kevert gabonawhisky is a finomszeszhez hasonló módszerrel készül, de csak 94% alkoholtartalomig finomítják, és legalább 3 évig fahordóban kell érlelni.
- Más párlatfajtáknál is régi hagyományai vannak a finomszesz hozzáadásával készült, költségkímélő utánzatoknak. Ilyen például a Weinbrand-Verschnmitt („kevert brandy”), a Rum-Verschnitt („kevert rum”) vagy a gyümölcspárlatokból készült osztrák gyümölcs-schnaps). A szabályos rumok egy jelentős része is nagy arányban tartalmaz olyan tiszta „rumot”, ami gyakorlatilag nem különbözik a finomszesztől.
- A csehországi slivovice lehet tiszta szilvapárlat, azonban utolsó lepárlása előtt finomszesz is adható hozzá.[1]